# 1420年
| 千纪： | 2千纪 |
| 世纪： | 14世纪 \| 15世纪 \| 16世纪                                                                                 |
| 年代： | 1390年代 \| 1400年代 \| 1410年代 \| 1420年代 \| 1430年代 \| 1440年代 \| 1450年代                           |
| 年份： | 1415年 \| 1416年 \| 1417年 \| 1418年 \| 1419年 \| 1420年 \| 1421年 \| 1422年 \| 1423年 \| 1424年 \| 1425年 |
| 纪年： | 庚子年（鼠年）；明永乐十八年；范玉永寧四年；黎饿永天元年；日本應永二十七年                                 |

## 大事记
- 中国
  - 北京故宮落成
  - 明成祖遷都北京後，為了鎮壓政治上的反對力量，決定設立一個機構稱為「東緝事廠」，簡稱「東廠」。
  - 明成祖仿南京城形制建成天地壇，即後來的北京天壇。
- 法国
  - 法國國王查理六世的王后巴伐利亞的伊薩博與英格蘭簽訂《特魯瓦條約》，將羅亞爾河以北地劃歸英格蘭，承認英格蘭國王亨利五世為其繼承人及攝政，剝奪王太子查理的繼承權，並將羅亞爾河以北地劃歸英格蘭，並將凱瑟琳公主嫁給亨利五世。
- 葡萄牙
  - 葡萄牙人開始在馬德拉群島上建立殖民地。
- 波希米亞
  - 胡斯戰爭起義軍統帥揚·傑式卡在維科山戰役（英语：Battle of Vítkov Hill）粉碎神聖羅馬皇帝西吉斯蒙德發動的第一次十字軍征討。

## 逝世
- 1月5日：肃庄王朱楧（1376年出生）